# Jubbal (ciutat)
Jubbal és una ciutat al districte de Simla a l'estat d'Himachal Pradesh. Al cens del 2011 tenia 37.682 habitants.